# Communauté de communes du Périgord Ribéracois
La communauté de communes du Périgord Ribéracois (CCPR) est une structure intercommunale française située dans le pays Périgord vert, dans le département de la Dordogne, en région Nouvelle-Aquitaine. Elle prend effet le 1er janvier 2014.
Avant août 2019, elle portait le nom de communauté de communes du Pays Ribéracois.

## Histoire
Le projet de fusion aboutissant à la communauté de communes du Pays Ribéracois a été acté par l'arrêté préfectoral no 121324 du 6 décembre 2012, et sa création est effective le 1er janvier 2014. Elle est issue de la fusion de la communauté de communes des Hauts de Dronne, de la communauté de communes du Ribéracois, de la communauté de communes du Val de Dronne et de la communauté de communes du Verteillacois. Cet ensemble s'étend sur un territoire de 683,67 km2.
Par arrêté préfectoral no 24-2019-08-02-001 du 2 août 2019, elle change de nom et devient la communauté de communes du Périgord Ribéracois.

## Territoire communautaire

### Géographie physique
Située à l'ouest  du département de la Dordogne, la communauté de communes du Périgord Ribéracois regroupe 44 communes et présente une superficie de 683,7 km2.

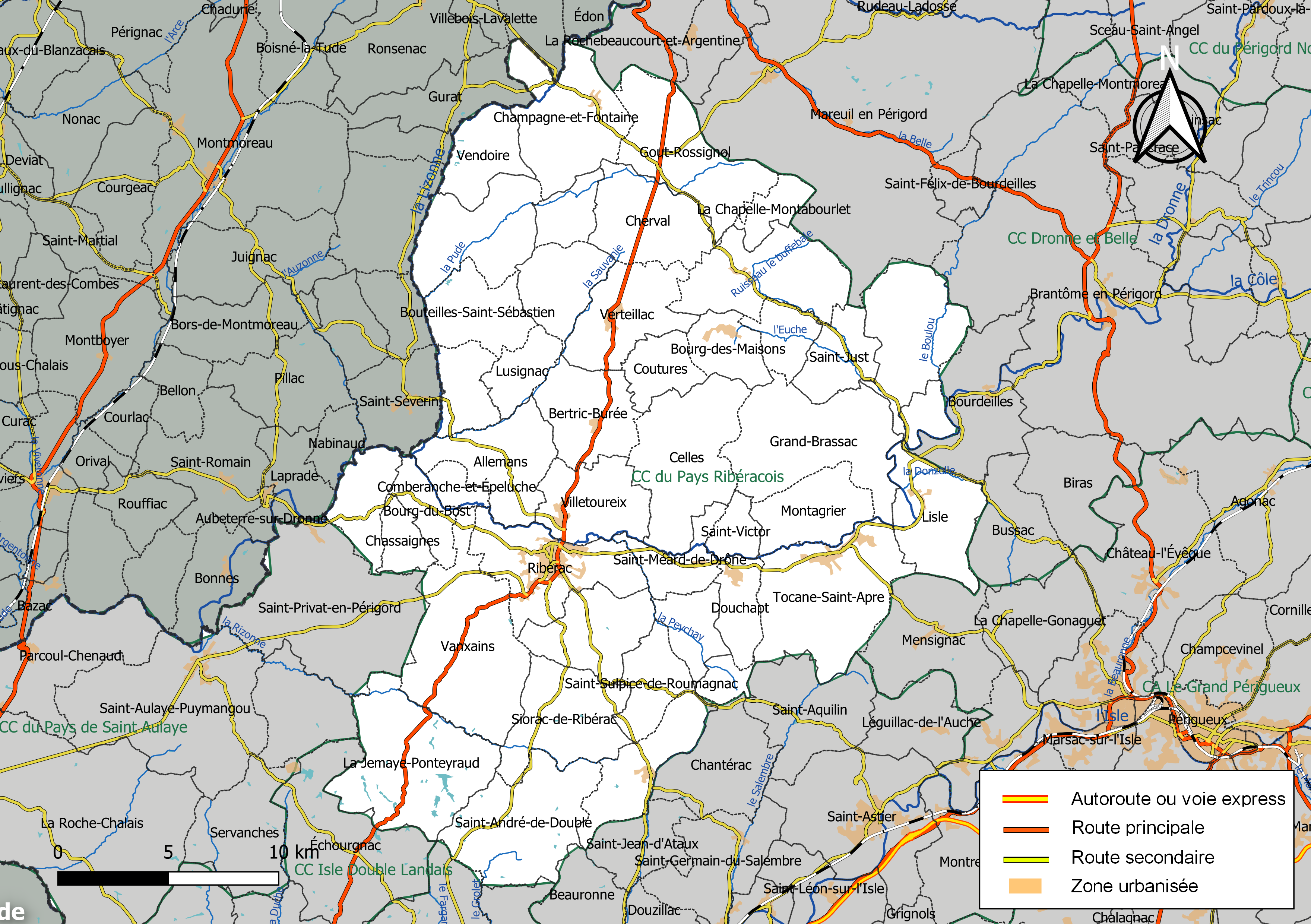
Carte de la communauté de communes du Périgord Ribéracois au 1er janvier 2019.

### Composition

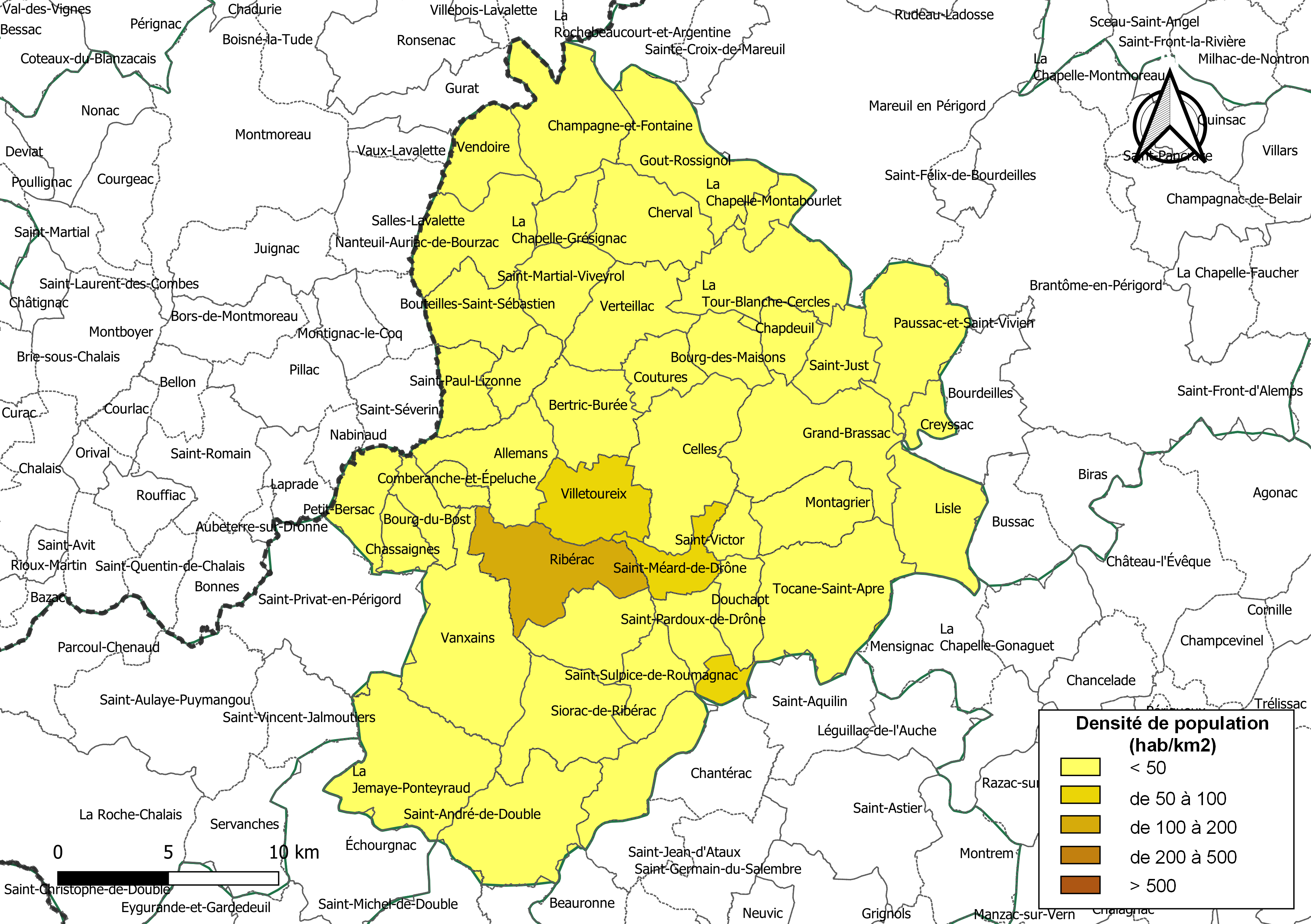
Carte des densités de population (millésimée 2016) des communes de la communauté de communes du Périgord Ribéracois. Composition en communes au 1er janvier 2019.

De 2014 à 2016, elle regroupait quarante-six communes.
Au 1er janvier 2017, elle passe à quarante-quatre communes à la suite de la création des deux communes nouvelles de La Jemaye-Ponteyraud et La Tour-Blanche-Cercles.
La communauté de communes est composée des 44 communes suivantes :

| Nom                        | Code Insee | Gentilé                     | Superficie (km2) | Population (dernière pop. légale) | Densité (hab./km2) |
| -------------------------- | ---------- | --------------------------- | ---------------- | --------------------------------- | ------------------ |
| Ribérac (siège)            | 24352      | Ribéracois                  | 22,79            | 3 770 (2022)                      | 165                |
| Allemans                   | 24007      | Allemansois                 | 18,75            | 543 (2022)                        | 29                 |
| Bertric-Burée              | 24038      | Bertricois                  | 16,73            | 435 (2022)                        | 26                 |
| Bourg-des-Maisons          | 24057      |                             | 8,99             | 72 (2022)                         | 8                  |
| Bourg-du-Bost              | 24058      |                             | 7,16             | 237 (2022)                        | 33                 |
| Bouteilles-Saint-Sébastien | 24062      | Bouteillois                 | 13,96            | 175 (2022)                        | 13                 |
| Celles                     | 24090      | Cellois                     | 27,83            | 611 (2022)                        | 22                 |
| Champagne-et-Fontaine      | 24097      | Champenois-et-Fontenois     | 25,04            | 343 (2022)                        | 14                 |
| Chapdeuil                  | 24105      | Chapdeuillots               | 7,71             | 140 (2022)                        | 18                 |
| La Chapelle-Grésignac      | 24109      | Chapellois                  | 6,95             | 102 (2022)                        | 15                 |
| La Chapelle-Montabourlet   | 24110      | Montabourletois             | 5,77             | 57 (2022)                         | 9,9                |
| Chassaignes                | 24114      | Cassanois                   | 5,79             | 73 (2022)                         | 13                 |
| Cherval                    | 24119      | Chervalais                  | 18,71            | 226 (2022)                        | 12                 |
| Comberanche-et-Épeluche    | 24128      | Comberanchois, Épluchois    | 3,93             | 165 (2022)                        | 42                 |
| Coutures                   | 24141      | Couturois                   | 8,53             | 198 (2022)                        | 23                 |
| Creyssac                   | 24144      | Creyssacois                 | 4,56             | 104 (2022)                        | 23                 |
| Douchapt                   | 24154      | Douchaptois                 | 8,68             | 349 (2022)                        | 40                 |
| Gout-Rossignol             | 24199      |                             | 24,91            | 362 (2022)                        | 15                 |
| Grand-Brassac              | 24200      | Grand-Brassacois            | 31,74            | 538 (2022)                        | 17                 |
| La Jemaye-Ponteyraud       | 24216      |                             | 33,31            | 148 (2022)                        | 4,4                |
| Lisle                      | 24243      | Lislois                     | 17,97            | 873 (2022)                        | 49                 |
| Lusignac                   | 24247      | Lusignacois                 | 7,88             | 163 (2022)                        | 21                 |
| Montagrier                 | 24286      | Agrésiens                   | 14,04            | 507 (2022)                        | 36                 |
| Nanteuil-Auriac-de-Bourzac | 24303      | Nanteuillais                | 20,92            | 233 (2022)                        | 11                 |
| Paussac-et-Saint-Vivien    | 24319      | Paussacois-et-Vivianais     | 22,17            | 455 (2022)                        | 21                 |
| Petit-Bersac               | 24323      | Bersacois                   | 10,83            | 187 (2022)                        | 17                 |
| Saint-André-de-Double      | 24367      |                             | 27,61            | 168 (2022)                        | 6,1                |
| Saint-Just                 | 24434      | Saint-Justiniens            | 11,2             | 145 (2022)                        | 13                 |
| Saint-Martial-Viveyrol     | 24452      | Saint Martialais Viveyrolis | 12,63            | 184 (2022)                        | 15                 |
| Saint-Martin-de-Ribérac    | 24455      | Saint-Martinois             | 16,38            | 728 (2022)                        | 44                 |
| Saint-Méard-de-Drône       | 24460      | Saint Méardais              | 8,95             | 489 (2022)                        | 55                 |
| Saint-Pardoux-de-Drône     | 24477      | Parfuldiens                 | 8,69             | 191 (2022)                        | 22                 |
| Saint-Paul-Lizonne         | 24482      | Saint-Paul-Lizonnois        | 9,28             | 277 (2022)                        | 30                 |
| Saint-Sulpice-de-Roumagnac | 24504      | Romagnosulpiciens           | 10,7             | 283 (2022)                        | 26                 |
| Saint-Victor               | 24508      | Saint-Victoriens            | 5,12             | 212 (2022)                        | 41                 |
| Saint-Vincent-de-Connezac  | 24509      | Connezacois                 | 14,81            | 671 (2022)                        | 45                 |
| Segonzac                   | 24529      | Segonzacois                 | 3,88             | 204 (2022)                        | 53                 |
| Siorac-de-Ribérac          | 24537      | Sioracois                   | 20,86            | 259 (2022)                        | 12                 |
| Tocane-Saint-Apre          | 24553      | Tocanais                    | 32,35            | 1 757 (2022)                      | 54                 |
| La Tour-Blanche-Cercles    | 24554      |                             | 23,18            | 549 (2022)                        | 24                 |
| Vanxains                   | 24564      | Vanxinois                   | 35,89            | 692 (2022)                        | 19                 |
| Vendoire                   | 24569      | Vendoiriens                 | 11,65            | 135 (2022)                        | 12                 |
| Verteillac                 | 24573      | Verteillacois               | 18,44            | 546 (2022)                        | 30                 |
| Villetoureix               | 24586      | Villetoureicois             | 16,4             | 893 (2022)                        | 54                 |

### Démographie
Le tableau et le graphique ci-dessous correspondent au périmètre actuel de la communauté de communes du Périgord Ribéracois, qui n'a été créée qu'en 2014.
| 1968   | 1975   | 1982   | 1990   | 1999   | 2008   | 2013   | 2019   |
| ------ | ------ | ------ | ------ | ------ | ------ | ------ | ------ |
| 20 269 | 19 290 | 18 772 | 19 067 | 18 985 | 19 905 | 19 827 | 19 520 |

## Administration

### Siège
La communauté de communes a son siège au 11 Rue Couleau à Ribérac. 

### Conseil communautaire
En 2013, les 41 communes disposent d'un siège au conseil communautaire. Les plus peuplées en ont plus (deux pour Lisle, Vanxains et Villetoureix, quatre pour Tocane-Saint-Apre et onze pour Ribérac), ce qui fait un total de 62 conseillers communautaires.
En 2017, 63 conseillers communautaires siègent dans le conseil à la suite d'un accord local.
| Nombre de délégués | Communes                                                                                              |
| ------------------ | --- |
| 11                 | Ribérac                                                                                               |
| 4                  | Tocane-Saint-Apre                                                                                     |
| 2                  | La Jemaye-Ponteyraud, Lisle, Saint-Martin-de-Ribérac, La Tour-Blanche-Cercles, Vanxains, Villetoureix |
| 1                  | Les autres communes                                                                                   |

Au renouvellement des conseils municipaux de mars 2020, le conseil communautaire de la communauté de communes se compose de 59 délégués représentant chacune des communes membres et élus pour une durée de six ans.
Ils sont répartis comme suit :
| Nombre de délégués | Communes                                     |
| ------------------ | -------------------------------------------- |
| 10                 | Ribérac                                      |
| 4                  | Tocane-Saint-Apre                            |
| 2                  | Lisle, Saint-Martin-de-Ribérac, Villetoureix |
| 1                  | chacune des 39 autres communes               |

### Présidence
| Période                            | Période    | Identité       | Étiquette | Qualité                                                                                |
| ---------------------------------- | ---------- | -------------- | --------- | -------------------------------------------------------------------------------------- |
| janvier 2014                       | avril 2014 | Rémy Terrienne | PS        | Fonctionnaire des finances en retraite Maire de Ribérac (2001-2014)                    |
| avril 2014 (réélu en juillet 2020) | En cours   | Didier Bazinet | PS        | Maire de Coutures (depuis 2001) Conseiller général du canton de Verteillac (2004-2015) |

Outre le président, le bureau exécutif compte quinze vice-présidents et dix autres délégués communautaires.